# Zone industrielle de Douala-Bassa
La zone industrielle de Douala-Bassa ou Zone Industrielle Bassa en abrégé ZIBA est un territoire de la ville de Douala où sont implantées plusieurs industries et sociétés de minoterie, de brasserie, de savonnerie, de métallurgie, de cartonnerie, d'essences, de pétrole, d’agroalimentaire, de commerce et de distribution. Elle est située dans l'arrondissement de Douala III.

## Description
| \| 500 km1:18 610 000 \| Yaoundé (114 ha) Bassa(150 ha) Ngaoundéré (115 ha) Djamboutou (90 ha) Bamenda (44 ha) Ombé (17 ha) Koumé (105 ha) Mandjou (120 ha) Bonabéri (192 ha) Bafoussam (28 ha) Kribi (3000 ha) Yassa (400 ha) Dibombari (300 ha) Nomayos (201 ha) Meyomessala (100 ha) |
| 500 km1:18 610 000 |

| 500 km1:18 610 000 |

| Zones industrielles existantes |
| Zones industrielles en projet  |
| (192 ha) Taille (en hectares)  |

Les 340 entreprises industrielles de la ville de Douala sont majoritairement localisées dans deux territoires industriels en périphérie de Douala: Les zones industrielles de Bassa-Douala dans l'arrondissement de Douala III et de Bonabéri à Douala IV abritent 160 entreprises industrielles sur un total de 47 % de l’ensemble des 340 firmes. 
La zone industrielle de Bassa contient 25 % de la production industrielle de la ville de Douala avec ses 89 unités industrielles tandis que la Zone industrielle de Douala-Bonabéri dispose de 21 % des unités industrielles.
Ces entreprises sont actives dans les secteurs de la transformation métallique, la menuiserie, la peinture, l’imprimerie, l’eau et l’énergie, etc.

## Litiges
La zone industrielle de Douala-Bassa a expulsé dix entreprises pour irregularité.